# 索克鎮區 (愛荷華州索克縣)
索克鎮區（英語：Sac Township）是位於美國愛荷華州索克縣的一個行政鎮區。

## 地方資料
根據2010年美國人口普查的數據，索克鎮區的面積為92.47平方千米，當中陸地面積為91.87平方千米，而水域面積為0.60平方千米。當地共有人口566人，而人口密度為每平方千米6.12人。